# بورسيرة
البورسيرة (الاسم العلمي:Bursera) هي جنس من النباتات تتبع الفصيلة البخورية من رتبة الصابونيات.

## معرض صور

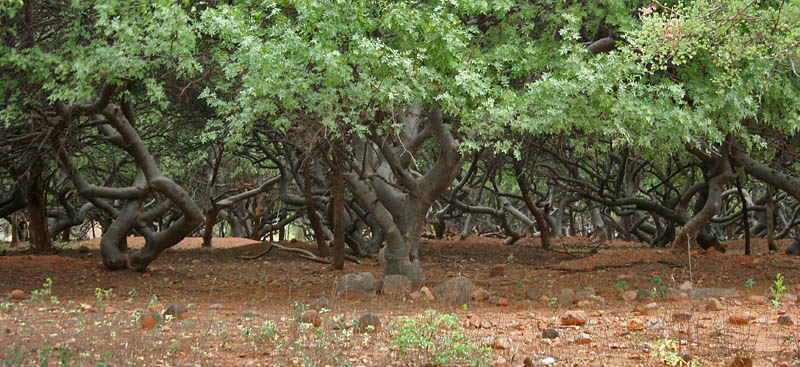
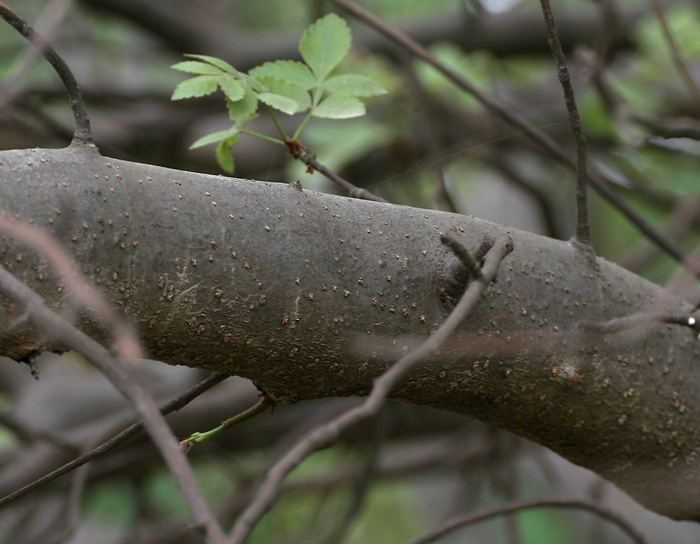
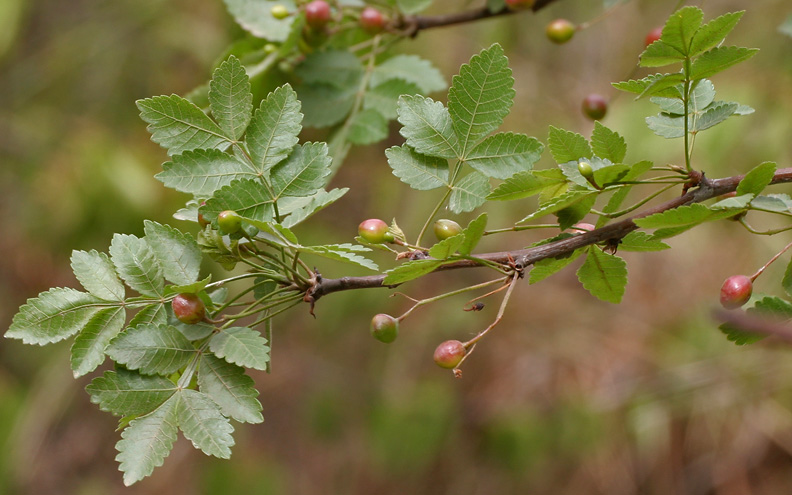

## أنواع البورسيرة
- بورسيرة إسفينية
- بورسيرة جافة
- بورسيرة جرداء الأوراق
- بورسيرة جرداء
- بورسيرة أليفة الصخور
- بورسيرة بالميرية
- بورسيرة برزخية
- بورسيرة مفردة
- بورسيرة بنمية
- بورسيرة بيضاوية الأوراق
- بورسيرة بيضوية
- بورسيرة ثلاثية الأوراق
- بورسيرة ثنائية الأزهار
- بورسيرة ثنائية اللون
- بورسيرة ثنائية الألوان
- بورسيرة رخوة الأزهار
- بورسيرة رمادية
- بورسيرة ريشية ثنائية
- بورسيرة سباعية الأوراق
- بورسيرة سنانية الأوراق
- بورسيرة شاطئية
- بورسيرة صغيرة الأوراق
- بورسيرة رفيعة
- بورسيرة رفيعة الأوراق
- بورسيرة طويلة الساق
- بورسيرة باسقة
- بورسيرة مكنسية
- بورسيرة عطرية
- بورسيرة نفاذة
- بورسيرة غامضة
- بورسيرة غلوكية
- بورسيرة كبيرة الأزهار
- بورسيرة لبدية
- بورسيرة لاجناحية
- بورسيرة متباينة الأوراق
- بورسيرة متعددة الأوراق
- بورسيرة متعددة الملتحم
- بورسيرة متناقضة
- بورسيرة متنوعة الأوراق
- بورسيرة محيرة
- بورسيرة مخملية
- بورسيرة مسننة
- بورسيرة مشوكة
- بورسيرة محززة
- بورسيرة مقلوبة
- بورسيرة التلال
- بورسيرة ناحلة الساق
- بورسيرة شديد الرائحة
- بورسيرة هشة
- بورسيرة واسعة الأوراق
- بورسيرة رقيقة
- بورسيرة وردية